# David Hyde Pierce
David Hyde Pierce (Saratoga Springs, 3 aprile 1959) è un attore e doppiatore statunitense, noto per l'interpretazione dello psichiatra Niles Crane nella sit-com Frasier, che gli ha procurato undici candidature agli Emmy Award (uno per ogni stagione della serie) con quattro vittorie e cinque candidature ai Golden Globe.

## Biografia
Figlio di un assicuratore e di una aspirante attrice, ha studiato pianoforte e suonava l'organo nella Chiesa della sua città natale, Saratoga Springs, interessandosi inoltre alla recitazione durante le superiori, durante le quali studia da attore drammatico. Da allora riceve riconoscimenti come attore e come musicista, continuando gli studi di pianoforte nella prestigiosa Yale. Sfortunatamente trovava le lezioni di Storia della musica noiose e decise di abbandonare gli studi in pianoforte che lo avrebbero portato a diventare un concertista, ma si dedicò alla recitazione e si laureò sia in Arte teatrale che in Inglese. Pierce si trasferì dopo la laurea a New York, dove fece svariati lavori (anche commesso e guardia di sicurezza) prima di lavorare come attore a partire dalla fine degli anni '80.
La prima apparizione importante è nel 1990, nella sitcom The Powers That Be, dove impersona Theodore, un membro del Congresso morto suicida. La sitcom venne cancellata, e Pierce, nonostante le critiche mosse, asserì in seguito di essere stato molto contrariato e scioccato dalla chiusura dello show. Dopo pochi anni, nel 1993, la sua somiglianza con l'attore Kelsey Grammer gli fece aggiudicare senza provino la parte di Niles Crane, il fratello del protagonista (impersonato da Grammer) dello spin-off di Cin cin, Frasier. Per questo ruolo Pierce fu candidato agli Emmy Award come migliore attore non protagonista per 11 volte consecutive, e ne vinse ben 4 (nel 1995, 1998, 1999 e nel 2004), arrivando a percepire un compenso di 1 milione di dollari a episodio negli ultimi anni della serie.
Pierce ha recitato anche in molti film, come Insonnia d'amore, Il mio piccolo genio, Down With Love-Abbasso l'amore, e doppiato molti cartoni, come Il pianeta del tesoro, I Simpson, A Bug's Life - Megaminimondo, I Griffin e Hellboy, grazie alla sua caratteristica voce. Proprio il personaggio di Cecil Terwilliger dei Simpson è stato disegnato basandosi sul personaggio di Niles Crane interpretato dall'attore in Frasier. Pierce è anche un proficuo attore teatrale: ha recitato in Monty Python's Spamalot, Curtains (per cui ha vinto il suo secondo Tony Award) e in molte altre produzioni di successo a Broadway.

## Vita privata
L'attore ha annunciato la propria omosessualità nel 2007. Pierce ha confermato una relazione con il regista, produttore e scrittore televisivo Brian Hargrove, che ha pubblicamente ringraziato durante la premiazione dei Tony Award nel 2008:
La coppia, sposatasi nel 2008 vive a Los Angeles.
Pierce è molto attivo nella beneficenza, supportando la ricerca e la raccolta fondi per l'Alzheimer's Association.

## Premi
- 4 Emmy Award: 1995, 1998, 1999, 2004
- 2 Tony Award: 2007, 2010
- 2 Screen Actors Guild Award: 1995, 1999

## Filmografia

### Cinema
- Le mille luci di New York (Bright Lights, Big City), regia di James Bridges (1988)
- Stress da vampiro (Vampire's Kiss), regia di Robert Bierman (1988)
- The Appointments of Dennis Jennings, regia di Dean Parisot (1988)
- Dall'altro lato della strada (Crossing Delancey), regia di Joan Micklin Silver (1988)
- Rocket Gibraltar, regia di Daniel Petrie (1988)
- Across Five Aprils, regia di Kevin Meyer (1990)
- Il mio piccolo genio (Little Man Tate), regia di Jodie Foster (1991)
- La leggenda del Re Pescatore (The Fisher King), regia di Terry Gilliam (1991)
- Insonnia d'amore (Sleepless in Seattle), regia di Nora Ephron (1993)
- La famiglia Addams 2 (Addams Family Values), regia di Barry Sonnenfeld (1993)
- Wolf - La belva è fuori (Wolf), regia di Mike Nichols (1994)
- Ripple, regia di Jonathan Segal (1995)
- Gli intrighi del potere (Nixon), regia di Oliver Stone (1995)
- Non è fantastica? (Isn't She Great), regia di Andrew Bergman (2000)
- Chain of Fools, regia di Pontus Löwenhielm e Patrick von Krusenstjerna (2000)
- Wet Hot American Summer, regia di David Wain (2001)
- Happy Birthday, regia di Helen Mirren (2001)
- Laud Weiner, regia di Philip Euling (2001) – cortometraggio
- Full Frontal, regia di Steven Soderbergh (2002)
- Abbasso l'amore (Down with Love), regia di Peyton Reed (2003)
- Forever Plaid, regia di Forever Plaid (2008)
- The Perfect Host, regia di Nick Tomnay (2010)

### Televisione
- Spenser (Spenser: For Hire) – serie TV, 1 episodio (1987)
- Crime Story – serie TV, 1 episodio (1987)
- Knightwatch – serie TV, 1 episodio (1988)
- Dream On – serie TV, 1 episodio (1992)
- The Powers That Be – serie TV, 20 episodi (1992-1993)
- The Adventures of Hyperman – serie TV, 1 episodio (1995)
- Oltre i limiti (The Outer Limits) – serie TV, 1 episodio (1996)
- Caroline in the City – serie TV, 2 episodi (1995-1996)
- Happily Ever After: Fairy Tales for Every Child – serie TV, 1 episodio (1997)
- Jackie's Back, regia di Robert Townsend (1999) – film TV
- Titus – serie TV, 1 episodio (2001)
- On the Edge, regia di Anne Heche, Mary Stuart Masterson, Jana Sue Memel e Helen Mirren (2001) – film TV
- Frasier – serie TV, 263 episodi (1993-2004)
- Sesamo apriti (Sesame Street) – serie TV, 1 episodio (2012)
- The Good Wife – serie TV. sesta stagione (2014)
- Wet Hot American Summer: First Day of Camp – miniserie TV (2015)
- When We Rise – miniserie TV (2017)
- Julia – serie TV, 8 episodi (2022)

### Doppiatore
- Mighty Ducks - serie animata, 3 episodi (1996)
- Hercules - serie animata, 3 episodi (1998)
- A Bug's Life - Megaminimondo (A Bug's Life), regia di John Lasseter e Andrew Stanton (1998)
- A Bug's Life (1998) - videogioco
- Quando Billy incontra Jenny (The Mating Habits of the Earthbound Human), regia di Jeff Abugov (1999) - narratore
- Pilù - L'orsacchiotto con il sorriso all'ingiù (The Tangerine Bear: Home in Time for Christmas!), regia di Bert Ring (2000)
- Osmosis Jones, regia di Bobby e Peter Farrelly (2001)
- Il pianeta del tesoro (Treasure Planet), regia di Ron Clements e John Musker (2002)
- Il pianeta del tesoro: Battaglia su Procyon (Disney's Treasure Planet) (2002) - videogioco
- Gary the Rat - serie animata, 1 episodio (2003)
- Hellboy, regia di Guillermo del Toro (2004) - non accreditato
- The Amazing Screw-On Head, regia di Chris Prynoski (2006) – film TV
- I Simpson (The Simpsons) - serie animata, 2 episodi (1997-2007)
- Stingray Sam, regia di Cory McAbee (2009) - narratore
- HitRECord: RECollection, Vol. 1 - Sonnet 29 (2012) - narratore

## Teatro (parziale)
- Terapia di gruppo di Christopher Durang. Brooks Atkinson Theatre di Broadway (1981)
- Amleto di William Shakespeare. Public Theater dell'Off-Broadway (1986)
- Molto rumore per nulla di William Shakespeare. Delacorte Theater dell'Off-Broadway (1988)
- The Heidi Chronicles di Wendy Wasserstein. Plymouth Theatre di Broadway (1990)
- Monty Python's Spamalot di Eric Idle. Shubert Theatre di Broadway (2005)
- Curtains di Rupert Holmes, John Kander e Fred Ebb. Al Hirschfeld Theatre di Broadway (2007)
- La Bête di David Hirson. Harold Pinter Theatre di Londra, Music Box Theatre di Broadway (2010)
- Vanya and Sonia and Masha and Spike di Christopher Durang. John Golden Theatre di Broaway (2013)
- Hello, Dolly! di Jerry Herman e Michael Stewart.Shubert Theatre (2017)
- Here We Are di Stephen Sondheim e David Ives. The Shed dell'Off-Broadway (2023)
- Pirates! The Penzance Musical di W.S. Gilbert, Rupert Holmes e Arthur Sullivan. Todd Haimes Theatre di Broadway (2025)

## Doppiatori italiani
Nelle versioni in italiano delle opere in cui ha recitato, David Hyde Pierce è stato doppiato da:
- Mauro Gravina in Wet Hot American Summer, The Good Wife, Wet Hot American Summer First Day of Camp, Wet Hot American Summer: Ten Years Later
- Loris Loddi in Abbasso l'amore, When We Rise, L'esorcismo - Ultimo atto
- Sandro Acerbo in La leggenda del re pescatore, Gli intrighi del potere
- Alessandro Pala in Insonnia d'amore
- Antonio Sanna in Frasier (st. 1-5)
- Alberto Bognanni in Frasier (st. 6-11)
- Enrico Pallini in Wolf - La belva è fuori
- Saverio Indrio in Chain of Fools
- Luca Dal Fabbro ne Il mio piccolo genio
- Danilo De Girolamo in Full Frontal

Da doppiatore è sostituito da:
- Stefano Masciarelli in A Bug's Life - Megaminimondo
- Danilo De Girolamo in Il pianeta del tesoro
- Carlo Marini in Pilù - L'orsacchiotto con il sorriso all'ingiù
- Andrea Ward ne I Simpson (ep. 8x16)
- Marco Baroni ne I Simpson (ep. 19x08)
- Luca Ward in Osmosis Jones
- Marco Mete in Quando Billy incontra Jenny